# Floripes
Floripes, uma produção da JumpCut, é um híbrido entre o documentário e a ficção da autoria de Miguel Gonçalves Mendes. A longa-metragem, que conta com Catarina Barros, João Salero, João Sancho e Selma Cifka nos principais papéis e com a participação especial de Hugo Bezugh, retrata a lenda de Floripes, uma moura encantada que dissemina medo e sofrimento entre a comunidade de pescadores da cidade de Olhão. Evocar a lenda de Floripes serve também de pretexto para o confronto com um dos maiores medos da Humanidade: a morte.

## Destaques de imprensa
- ”Um híbrido intrigante entre o documentário e a ficção."

Jorge Mourinha, in Público
- "(...) apela à nossa capacidade de sonhar, retomando as raízes do nosso imaginário e projectando-as para o presente.”

João Antunes, in Jornal de Notícias